# 팔수부인
팔수부인(八須夫人)은 해구(解仇)?와 부인(夫人)의 딸이다. 백제(百濟)의 제18대 국왕(國王)인 전지왕(腆支王)의 왕비(王妃)이다.

## 생애
전지왕 즉위년에 왕비가 아들 구이신을 낳았으며 구이신은 이후 전지왕을 이어 구이신왕으로 즉위하게 되었다. 《일본서기》에 어린 구이신왕을 대신해 왕모가 국정을 장악했다는 기록을 통해 팔수부인을 추측하기도 한다.
또한 전지왕 3년 해수와 해구를 좌평에 임명하면서 이들을 왕의 외척들이라고 했기에 그녀를 백제의 유력 가문인 대성팔족의 해씨로 추정하기도 한다.

## 가계
- 아버지 : 해구(解仇)?
- 어머니 : 미상(未詳)
  - 부군 : 전지왕(腆支王)
  - 부인 : 팔수왕후(八須王后)
    - 아들 : 구이신왕(久尒辛王)
    - 며느리 : 원비(院妃)
    - 아들 : 비유왕(毗有王)
    - 며느리 : 원비(院妃)